# Gonion
El gonion, gonión, ángulo goniaco o ángulo mandibular es un punto antropométrico situado en la parte más inferior, posterior y lateral del ángulo externo de la mandíbula. Este punto es el ápex de la curvatura máxima de la mandíbula, donde el ramo ascendente se encuentra con el cuerpo de la mandíbula.